# The Company of Snakes
The Company of Snakes was een Britse rockband dat was ontstaan uit The Snakes, die actief was van 1997 tot en met 1998. De groep  The Company of Snakes werd in 1998 gesticht na het uiteenvallen van The Snakes door ex-Whitesnake-gitaristen Micky Moody en Bernie Marsden.
De twee wilde eigenlijk door als The Snakes maar de zanger Jorn Lande van die groep had de rechten op die naam daarop en men moest daarom met een nieuwe naam komen. De band bracht twee livealbums uit en een studioalbum genaamd Burst the Bubble. Het werkte met drie verschillende zangers, Robert Hart, Gary Barden en Stefan Berggren. De band speelde voornamelijk oude Whitesnake-nummer, inclusief enkele nummers die alleen in demo waren opgenomen. In 2002/3 haakte officieel ook een ander Whitesnake-lid aan, Neil Murray. In 2003 besloot de band zich te hernoemen naar M3 zou worden gewijzigd.